# John Baptist Hubert Theunissen
John Baptist Hubert Theunissen SMM (* 3. Oktober 1905 in Schimmert, Niederlande; † 9. April 1979) war ein niederländischer Ordensgeistlicher und römisch-katholischer Erzbischof von Blantyre.

## Leben
John Baptist Hubert Theunissen trat der Ordensgemeinschaft der Montfortaner bei und empfing am 1. Dezember 1929 das Sakrament der Priesterweihe.
Am 25. Dezember 1949 ernannte ihn Papst Pius XII. zum Titularbischof von Giufi und bestellte ihn zum ersten Apostolischen Vikar von Shiré. Der Bischof von Roermond, Jozef Hubert Willem Lemmens, spendete ihm am 25. März 1950 die Bischofsweihe; Mitkonsekratoren waren der Bischof von Haarlem, Johannes Petrus Huibers, und der Bischof von ’s-Hertogenbosch, Wilhelmus Pieter Adrian Maria Mutsaerts.
John Baptist Hubert Theunissen wurde am 25. April 1959 infolge der Erhebung der Apostolischen Vikariates Shiré zum Erzbistum, das in Erzbistum Blantyre umbenannt wurde, dessen erster Erzbischof. Am 14. Oktober 1967 trat Theunissen als Erzbischof von Blantyre zurück. Papst Paul VI. ernannte ihn daraufhin zum Titularerzbischof von Bavagaliana. Am 19. Dezember 1968 optierte er auf das Titularbistum Skálholt.
John Baptist Hubert Theunissen nahm an allen vier Sitzungsperioden des Zweiten Vatikanischen Konzils teil.